# آلبرتینا سیسولو
نونتسیکللو آلبرتینا سیسولو (به انگلیسی Nontsikelelo Albertina Sisulu)؛ (زاده ۲۱ اکتبر۱۹۱۸ - درگذشته ۲ ژوئن ۲۰۱۱) یکی از رهبران مهم زنان در مقاومت ضد آپارتاید در آفریقای جنوبی بود.

## زندگی‌نامه
آلبرتینا سیسولو در سال ۱۹۱۸ به دنیا آمد. وی در ابتدا سیاسی نبود. او همسر والتر سیسولو از رهبران ضد آپارتاید بود و پس از گذشت مدتی از آغاز فعالیت‌هایش به یکی از مهم‌ترین رهبران زن ضد آپارتاید و از نمادهای این جنبش در آفریقای جنوبی تبدیل شد. وی به «ما سیسولو» مشهور بود و بسیاری او را مادر کشور کنونی آفریقای جنوبی می‌دانند.

## فعالیت‌ها
سیسولو در آغاز فعالیت‌هایش تنها در گردهمایی‌های سیاسی شرکت می‌کرد؛ ولی وقتی که در سال ۱۹۵۵ به عضویت لیگ زنان کنگره ملی آفریقا، درآمد فعالیت‌های سیاسی را شروع کرد و در همان سال در راه اندازی منشور آزادی آفریقای جنوبی سهیم شد. آلبرتینا تنها زنی بود که در سال ۱۹۵۵ در تولد لیگ جوانان کنگره ملی آفریقا (ANC) حضور داشت. او در سال ۱۹۵۴ به عضویت اجرایی فدراسیون زنان آفریقای جنوبی درآمد. در سال ۱۹۵۶ سیسولو در راهپیمایی اعتراضی هشت مارس علیه آپارتاید به هلن ژوزف و سوفیا ویلیامز دو بروون پیوست. این روز در آفریقای جنوبی به عنوان روز ملی زن جشن گرفته می‌شود. او قبل از اینکه به اتهام تردد غیرقانونی تبرئه شود، سه هفته را در زندان گذراند. ما سیسولو، با وجود بازداشت، شکنجه و حتی پس از آن که تنها اجازه ملاقات تک نفره با افراد را داشت، به مبارزات خود ادامه داد.
با زندانی شدن همسرش در سال ۱۹۶۴، او مقاومت را ادامه داد و در سال ۱۹۸۰ به عنوان معاون رئیس جبهه دمکراتیک انتخاب شد. این جبهه در آزادی زندانیان وابسته به کنگره ملی آفریقا نقش داشت.
وی پس از پایان آپارتاید برای یک دوره نماینده پارلمان آفریقای جنوبی بود.

## درگذشت
آلبرتینا سیسولو در ۲ ژوئن ۲۰۱۱ در سن ۹۲ سالگی در خانه خود در شهر ژوهانسبورگ درگذشت و آفریقای جنوبی سوگوار مرگ یکی از نمادهای ضد آپارتاید شد. نلسون ماندلا، رئیس‌جمهوری پیشین آفریقای جنوبی، در بیانیه‌ای مرگ «ما سیسولو» را از دست دادن یک جواهر، توصیف کرد.